# Francis Magee
Francis Magee, irski igralec * 7. junij 1959 Dublin, Irska.                                                                                                                                                                                    
Magee je upodobil in igral Liama Tylerja v dolgoletni britanski operi EastEnders od leta 1993 do 1995. Igral je tudi v številnih televizijskih oddajah in filmih, med drugim Britannic (2000), Sahara (2005), Layer Cake (2004) in The Calling (2000). Igral je vlogo Ordgarja, Housecarla, ki je vodil kontingent Crowhurst, v filmu: 1066 Bitka za Srednjo Zemljo (2009), rekonstrukcijo leta treh bitk z angleške perspektive.

## Življenje in kariera
Magee se je rodil v Dublinu na Irskem 7. junija 1959, odraščal pa je na otoku Man. Delal je kot ribič, preden je začel s filmskim igranjem. Magee je obiskoval šolo Poor's v londonskem King's Crossu. V osemdesetih letih dvajsetega stoletja je bil glavni pevec skupine Joe Public iz skupine Isle of Man in skupine Jo Jo Namoza. 
Igral je vlogo Victorja Rodenmaarja v Nickelodeonovi TV-seriji Hiša Anubisa. Magee je igral tudi Yorena, člana Nočne straže, v prvi in drugi sezoni Game of Thrones na HBO. V epizodi Peep Showa je igral elektronskega glasbenika The Orgazoid. Nastopil je tudi v televizijskem oglasu Magners Cider 2013 Magic Cider Now is a Good Time.  
Leta 2016 je nastopil v filmu "Moški proti ognju", epizodi antologije, serije Črno ogledalo. 

## Filmografija
| Leto        | Film                         | Vloga              | Opombe    |
| ----------- | ---------------------------- | ------------------ | --------- |
| 1993 - 1995 | EastEnders                   | Liam Tyler         | 19 epizod |
| 1998        | Še vedno noro                | Hockney            |           |
| 2000        | Britannic                    | Reilly             |           |
| 2004 - 2006 | Brez Angelov                 | Mr. Leslie McManus | 24 epizod |
| 2005        | Trafalgar bojni kirurg       | Dr. William Beatty |           |
| 2007        | Peep Show                    | Orgozid            |           |
| 2008        | Preživeli                    | Callum Brown       |           |
| 2009        | 1066 Bitka za Srednjo Zemljo | Ordgar             | 2 epizod  |
| 2010        | Skrbi za fanta               | Jerry O"Dowd       |           |
| 2012        | Misfits                      | Dan Woolaston      |           |
| 2013        | The Bible                    | Kralj Saul         |           |
| 2014        | In the Flesh                 | Iain Monroe        |           |
| 2015        | Smrt v paradižu              | Stevie Smith       |           |
| 2016        | The Croner                   | George James       |           |
| 2017        | Witless                      | Willy Whelan       | 9 epizod  |
| 2018        | The Dig                      | Murphy             |           |
| 2019        | Čarovnik                     | Yurga              | 1 epizoda |
| 2020        | Bele črte                    | Clint Collins      |           |